# Capela de Santana
Capela de Santana este un oraș în Rio Grande do Sul (RS), Brazilia.